# Jurgis Zablockis
Jurgis Zablockis (pol. Jerzy Zabłocki; ur. ok. 1510 roku w Zabłociu – zm. w 1563 roku w Tybindze) – litewski tłumacz pieśni.
Urodził się około 1510 roku w Zabłociu w Wielkim Księstwie Litewskim. Od 1528 roku studiował wraz z Abrahamem Kulwieciem ( lit. Abraomas Kulvietis) i Stanisławem Rafajłowiczem ( lit. Stanislovas Rapolionis, Stanislaus Rapagelanus) na Uniwersytecie Jagiellońskim w Krakowie, następnie na Uniwersytecie w Wittenberdze i Uniwersytecie Albrechta w Królewcu. Nauczał dzieci szlacheckie. Tłumaczył pieśni na język litewski. Dwie z nich Martynas Mažvydas umieścił w swoim Katechizmie wydanym w 1547 roku. W latach pięćdziesiątych XVI wieku został nauczycielem synowców i synów krewnych Ostafiego Wołłowicza, który miał tylko córkę. W owym czasie Jerzy Zabłocki zainteresował Wołłowicza reformacją. Zmarł w 1563 roku w Tybindze.